# Serra da Boa Vista (Minas Gerais)

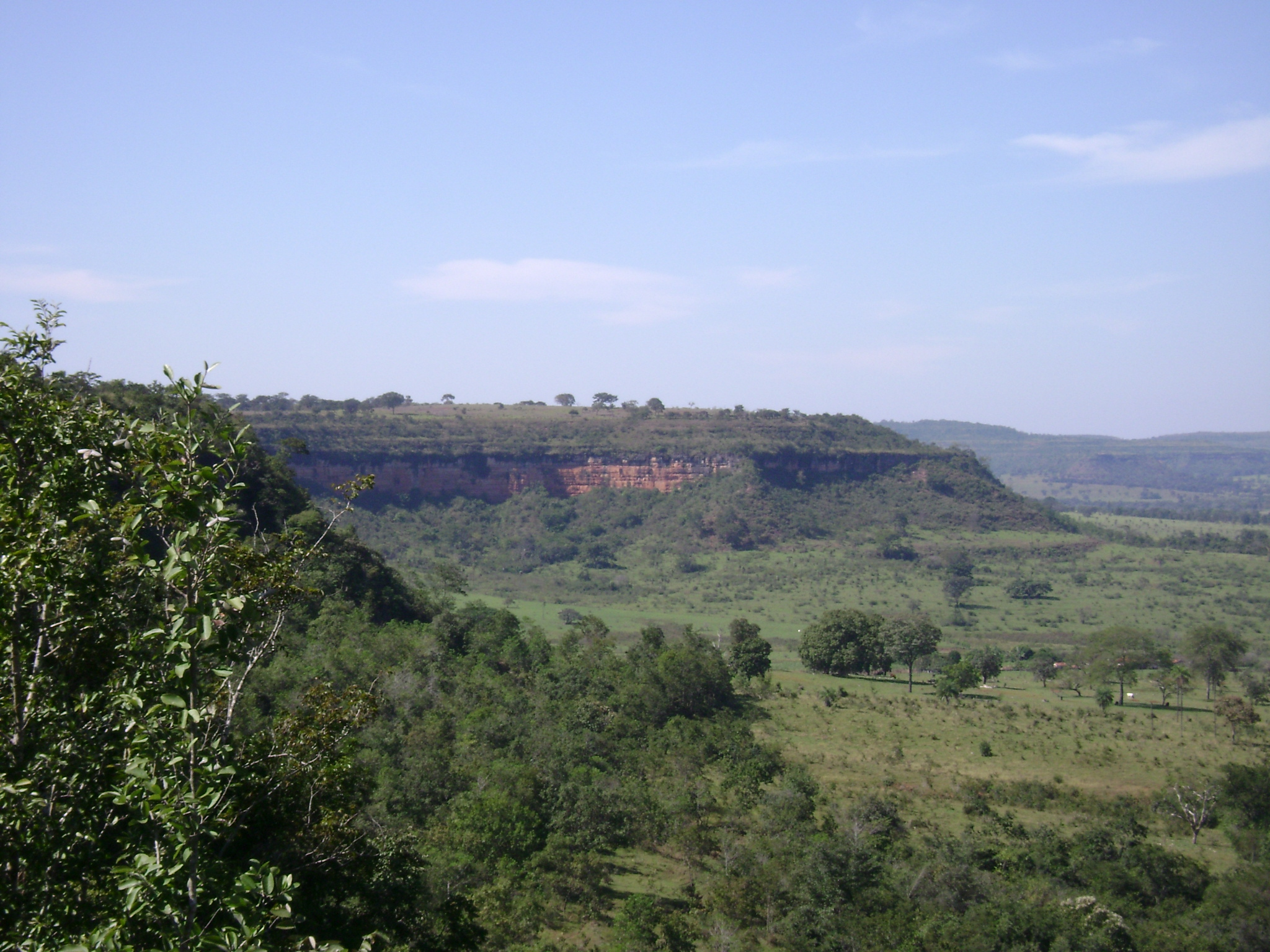
Escarpas da serra da Boa Vista

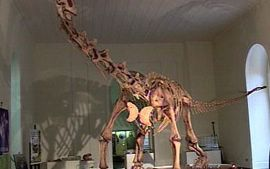
Fóssil de Maxakalisaurus encontrado na serra da Boa Vista

A serra da Boa Vista no Triângulo Mineiro faz parte de um conjunto de serras, denominados de relevos residuais, que está situada no município de Prata, no estado brasileiro de Minas Gerais, distante cerca de quarenta quilometros da cidade sede, sendo avistada às margens da BR-497 em direção a Campina Verde.
Na serra da Boa Vista existe um importante sítio paleontológico com fósseis de dinossauros Saurópodes, apresentando também nos paredões da serra milenares e inscrições rupestres desenhadas nos paredões de arenito que compõem a serra. As descobertas arqueológicas foram feitas há mais de 20 (vinte) anos no local. O nome científico do dinossauro foi denominado de Maxakalisaurus topai, e popularmente escolhido de DINOPRATA, após votação popular, valendo destacar que a réplica do titanossauro (montada em resina), com cerca de 13 metros de comprimento e 9 metros de altura, está exposta no Museu Nacional no Rio de Janeiro, desde 28 de agosto de 2006.
As rochas são constituídas de arenitos da Formação Adamantina sustentada por arenitos mais firmes da Formação Marília.